# Mieszko Ier de Pologne
Pour les articles homonymes, voir Mieszko.
Mieszko Ier (), né vers 935 et mort le 25 mai 992, est un prince polonais issu de la dynastie Piast, le premier souverain attesté dans les textes du Royaume de Pologne, régnant à partir de 960 environ sur la Grande-Pologne, la Cujavie et la Mazovie. Au cours de son règne, il conquit la Silésie, la Petite-Pologne et la Poméranie et consolida son autorité sur l'ensemble des territoires. Son baptême en 966 entraîna la christianisation du pays entier. Par ce geste, comme Clovis à l'Ouest quelques siècles plus tôt, il mit son jeune État sous la protection de l'Église, le rendant indépendant de son puissant voisin le Saint-Empire romain germanique et le plaçant définitivement dans la sphère de la civilisation occidentale.

## Biographie
Mieszko est possiblement le fils du prince Siemomysł, mentionné dans les chroniques de Gallus Anonymus, lui-même fils de Lestek et descendant du légendaire Piast le Charron. 

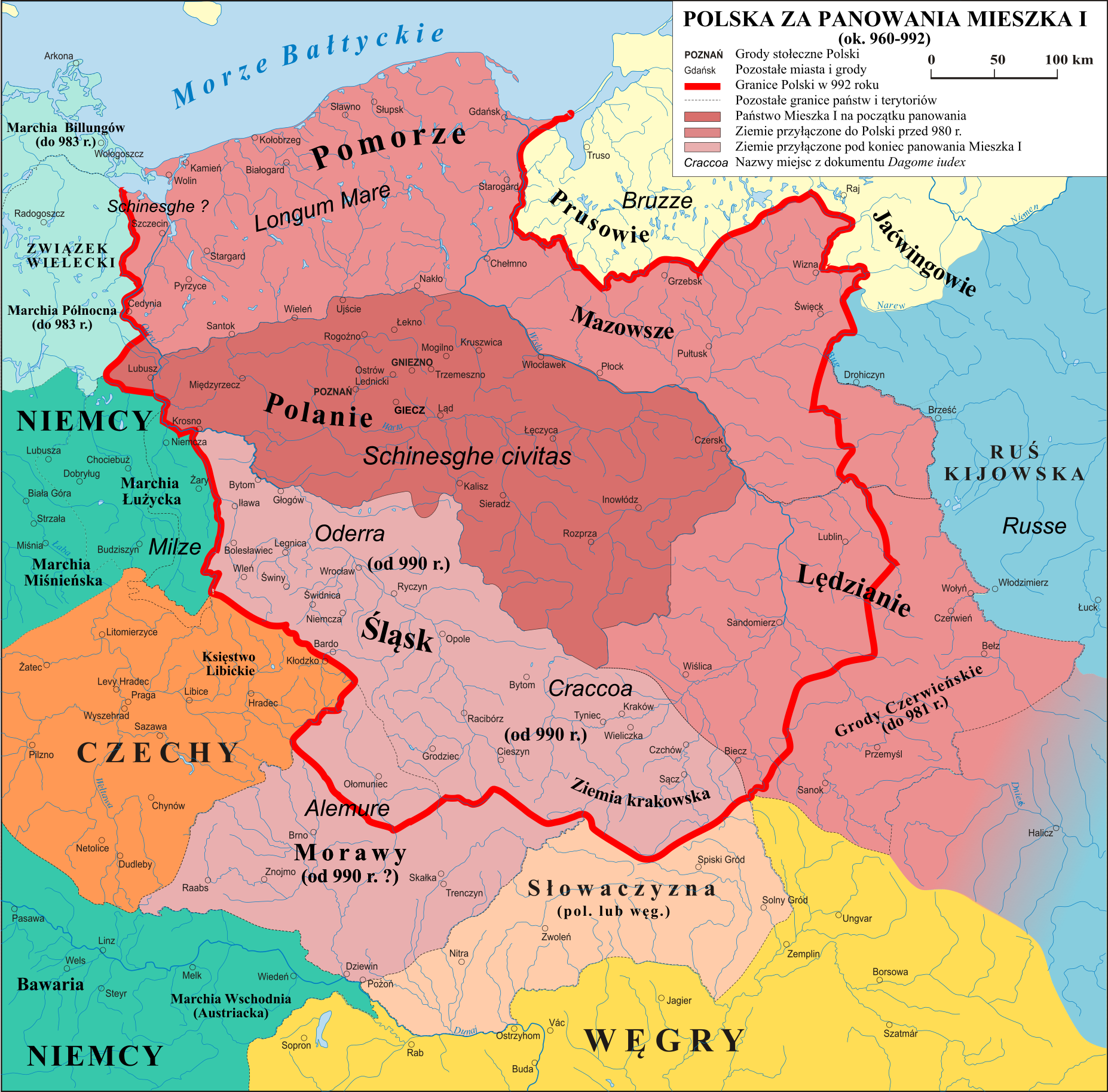
La Pologne sous le règne de Mieszko Ier.

Il est à la tête d'une confédération de peuples slaves, qui habitent les territoires entre Oder et Vistule : la Grande-Pologne - le berceau des Polanes qui donneront leur nom à la Pologne - ainsi que la Cujavie et la Mazovie. En désirant élargir son autorité à la Poméranie, située au nord-ouest de son duché, il entre en concurrence avec les Germains, qui cherchent à étendre leur influence politique et religieuse sur l'ensemble des peuples slaves restés païens au-delà de l'Elbe.
Ainsi à l'ouest, les forces de Mieszko poussent jusqu'au cours inférieur de l'Oder, où ils entrent en contact avec les territoires slaves convoités par le Saint-Empire romain germanique (l'ancienne Francie orientale) et les margraves saxons. Dans son Histoire des Saxons, le chroniqueur Widukind de Corvey fait référence à un certain « rex Misaca » qui subit des défaites en 962–963, contre les forces de Wichman II, comte de Saxe au service du margrave Gero. Mieszko est obligé de reconnaître la suzeraineté du Saint Empire et pour se protéger d'autres incursions allemandes sur son territoire, il accepte de payer tribut à Otton Ier de ses terres qui s'étendent à l’ouest de la Warta.

### Baptême et christianisation de la Pologne
En 965, Mieszko fait alliance avec le Duché de Bohême qu'il scelle en épousant la princesse chrétienne Dubravka (en polonais Dobrawa, appelée ensuite Dąbrówka), fille du duc Boleslav Ier de la dynastie des Přemyslides. 

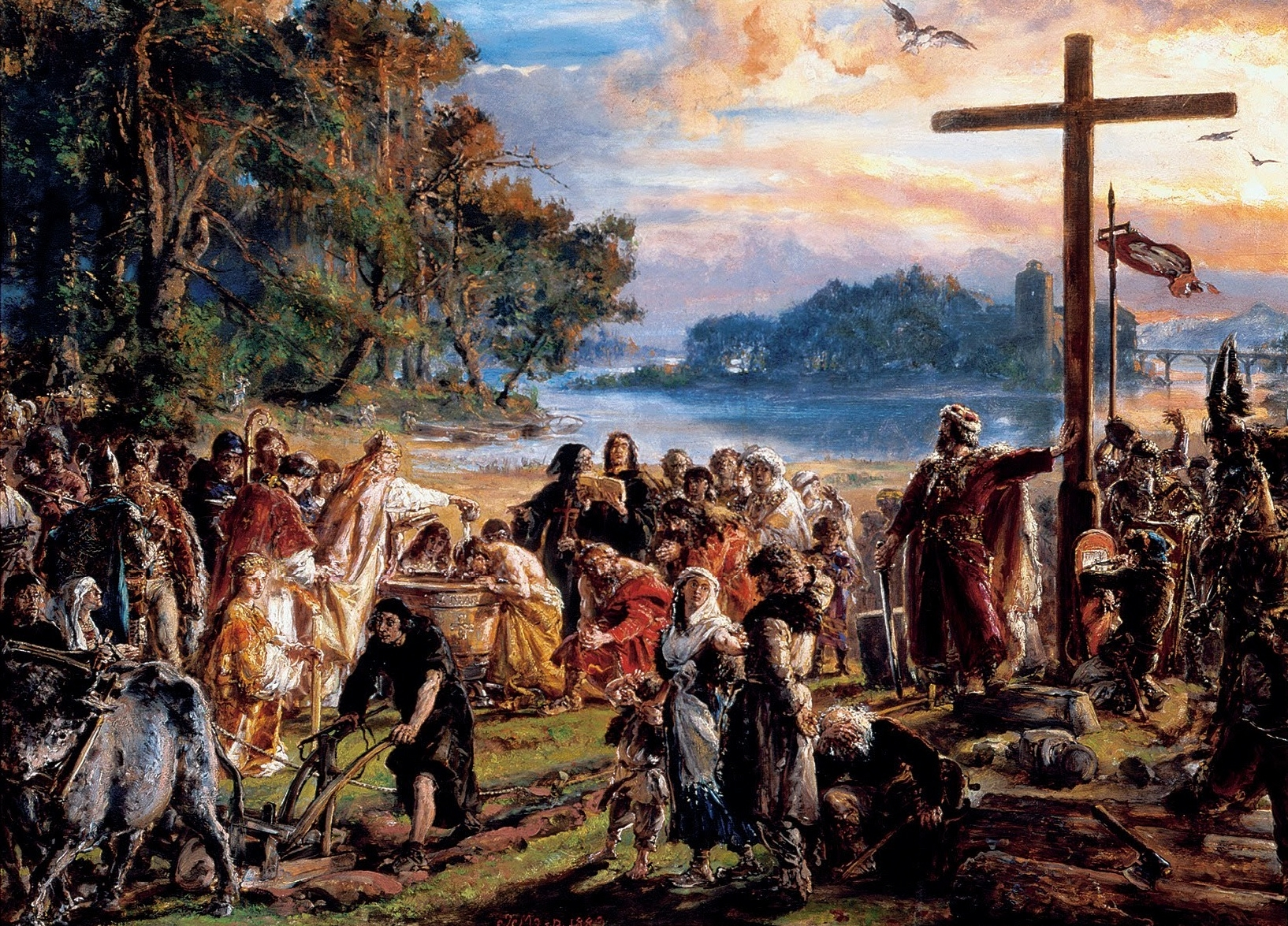
Christianisation de la Pologne, par Jan Matejko (1889).

Un an après, Mieszko Ier se convertit et reçoit le baptême selon le rite romain de l'Église catholique. Le christianisme apporte une force religieuse unificatrice qui permet au prince d'affermir son pouvoir et rassembler toutes les tribus polonaises sous son autorité d'une manière plus efficace.
Selon les chroniqueurs, la cérémonie a lieu le Samedi saint du 14 avril 966. Bien que l'emplacement exact soit encore contesté par les historiens, Ostrów Lednicki ou Poznań sont les sites les plus probables.
Le baptême place la Pologne dans la sphère de la culture chrétienne occidentale et latine. Le prince fait entrer des clercs lettrés à sa cour et accueille de nombreux missionnaires. En 968, à la faveur de la conversion de Mieszko Ier, la papauté instaure en Pologne le premier évêché qui dépend directement du Saint-Siège, ce qui garantit l'indépendance de la jeune Église polonaise du Saint Empire. Il est érigé à Poznań, centre du pouvoir ducal à l'époque, et confié à l’évêque missionnaire Jordan.
Certains historiens considèrent le baptême du prince polonais comme le moment de la naissance de l’État polonais et comme le début du christianisme sur les territoires polonais. L’œuvre de Mieszko sera continuée par son fils Bolesław qui en l'an 1000 contribuera à créer l’archevêché de Gniezno et les évêchés de Cracovie, Kołobrzeg et Wrocław à côté de l'évêché déjà existant à Poznań.

### Relations avec le Saint Empire germanique
Bien que le prince polonais ait pu établir des relations amicales et durables avec l'empereur Otton Ier, le comte Wichman lance une nouvelle attaque en 967. Mais cette fois-ci, avec l’appui du prince de Bohême, Mieszko s’empare de la région de Wolin à l’embouchure de l’Oder. Il écrase l’armée de Wichman qui succombe à des blessures reçues lors de la bataille et décède le 22 septembre 967. Mieszko fait alors livrer son épée à l'empereur Otton. Cette victoire permet à Mieszko de se rendre maître en Poméranie occidentale où les Polonais s’emparent de Wolin et de Szczecin. Pour éviter une confrontation à l'échelle de la Baltique, Mieszko marie sa fille Świętosława avec Sven Ier, fils du roi Harald Ier de Danemark (selon d'autres sources, Świętosława épouse Éric VI de Suède).

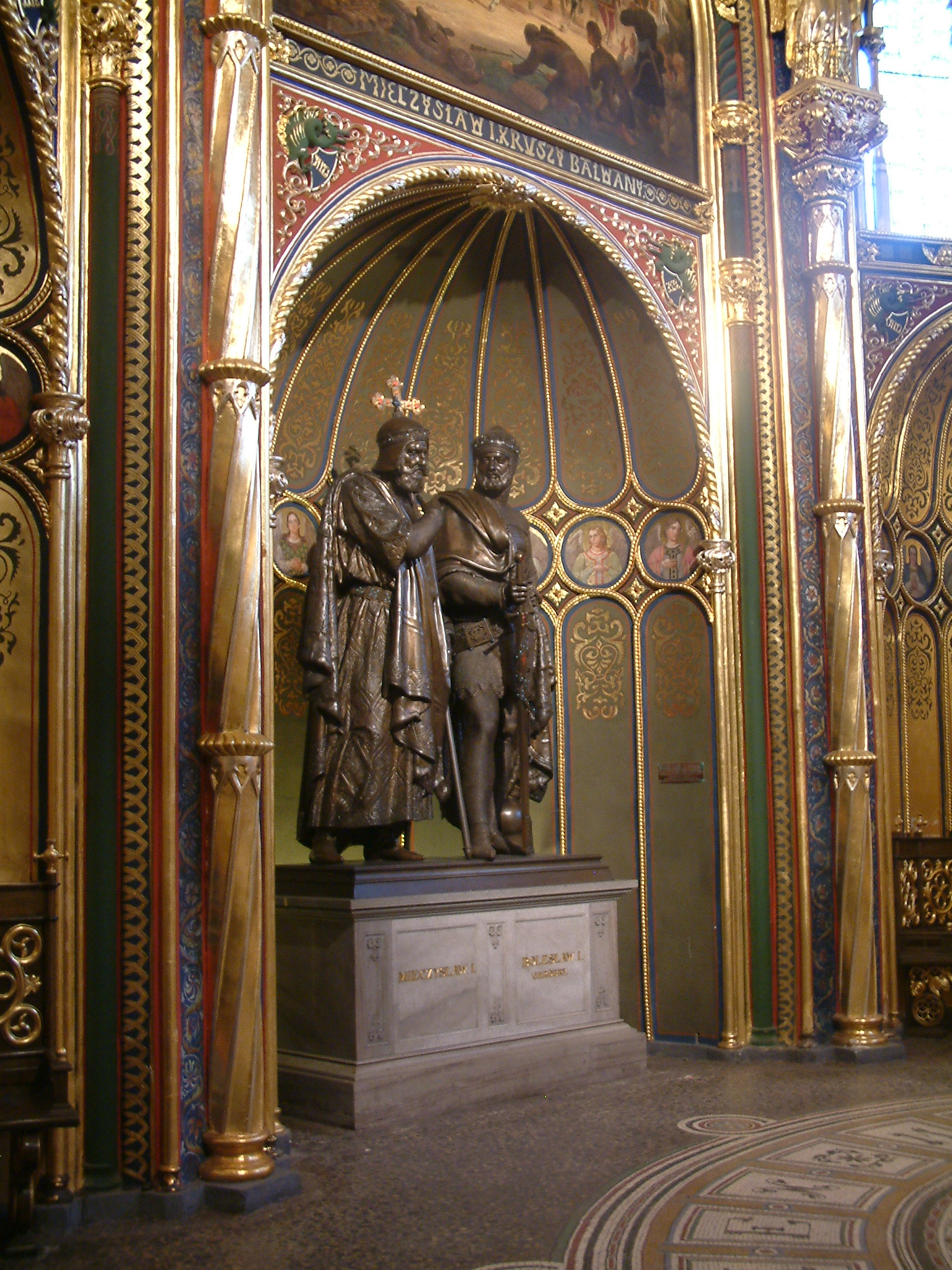
Statues de Mieszko et Bolesław par Christian Daniel Rauch dans la Chapelle dorée de la cathédrale de Poznań (1841).

En 972, alors que l'empereur se trouve en Italie, la rivalité entre Mieszko et Odo Ier, margrave de la Marche de l'Est saxonne et successeur de Gero bat son plein. Selon les chroniques de Dithmar, c'est l'attitude hautaine d'Odo qui est à l'origine d'un conflit armé. En réalité, il est causé par la progression rapide des conquêtes de Mieszko en Poméranie Occidentale. Le margrave franchit l’Oder. Le point culminant de cette brusque campagne est la bataille de Cedynia du 24 juin 972 lors de laquelle Mieszko écrase l'armée saxonne. Le frère de Mieszko, Czcibor, est probablement tué pendant cette bataille. L'empereur exige l'arrêt immédiat des combats et cite les belligérants à comparaître à la diète de Quedlinbourg l'année suivante. Son arbitrage entre la marche de l'Est saxonne et la Pologne, n'est pas connu, mais il semblerait que le monarque ait tranché en faveur d'Odo. La paix est conclue et Otton Ier prend le jeune fils de Mieszko, Bolesław, en otage. Otton meurt peu après le 7 mai 973. En 974, Mieszko et son beau-frère le duc Boleslav II de Bohême rejoignent l'opposition allemande et soutiennent Henri, duc de Baviére qui essaye sans succès de supplanter le nouvel empereur Otton II.
Le décès de la princesse Dubravka en 977 annonce le futur délitement de l’alliance entre la Bohême et la Pologne. Probablement vers 980, Mieszko fait un pas en direction du Saint-Empire et épouse Oda, la fille de Dietrich d’Haldensleben, margrave de la marche du Nord. Selon les chroniqueurs, Oda était une moniale à l'abbaye bénédictine de Kalbe avant d'être « enlevée » par Mieszko après l'entente avec son père. Le prince polonais parachève sa conquête de la Poméranie occidentale, avec le littoral de la Baltique jusqu'à l’embouchure de la Vistule.
À la mort de l'empereur Otton II en 983, son fils Otton III est trop jeune pour régner et Henri de Bavière mène une nouvelle lutte pour s'emparer du trône, à nouveau soutenu  par Mieszko et Boleslav II de Bohême. Ce dernier convoite les domaines de la marche de Misnie et profite du conflit pour s'emparer du château fort de Meissen avec l’aide de Henri.
Devant l'ampleur et les succès de la grande révolte païenne des Slaves de l'Elbe qui éclate en 983, Mieszko opte pour une politique de collaboration plus étroite et finalement cordiale avec l'Empire. En 986, lors de la diète de Quedlinbourg, Mieszko rejoint définitivement le camp du jeune Otton III et de sa mère la régente Théophano. Après plusieurs campagnes militaires, Mieszko Ier, aidé par le Saint-Empire, arrache définitivement la Silésie et la Petite-Pologne à Boleslav II de Bohême. Vers 991, les frontières de son duché se stabilisent.

### Dagome Iudex

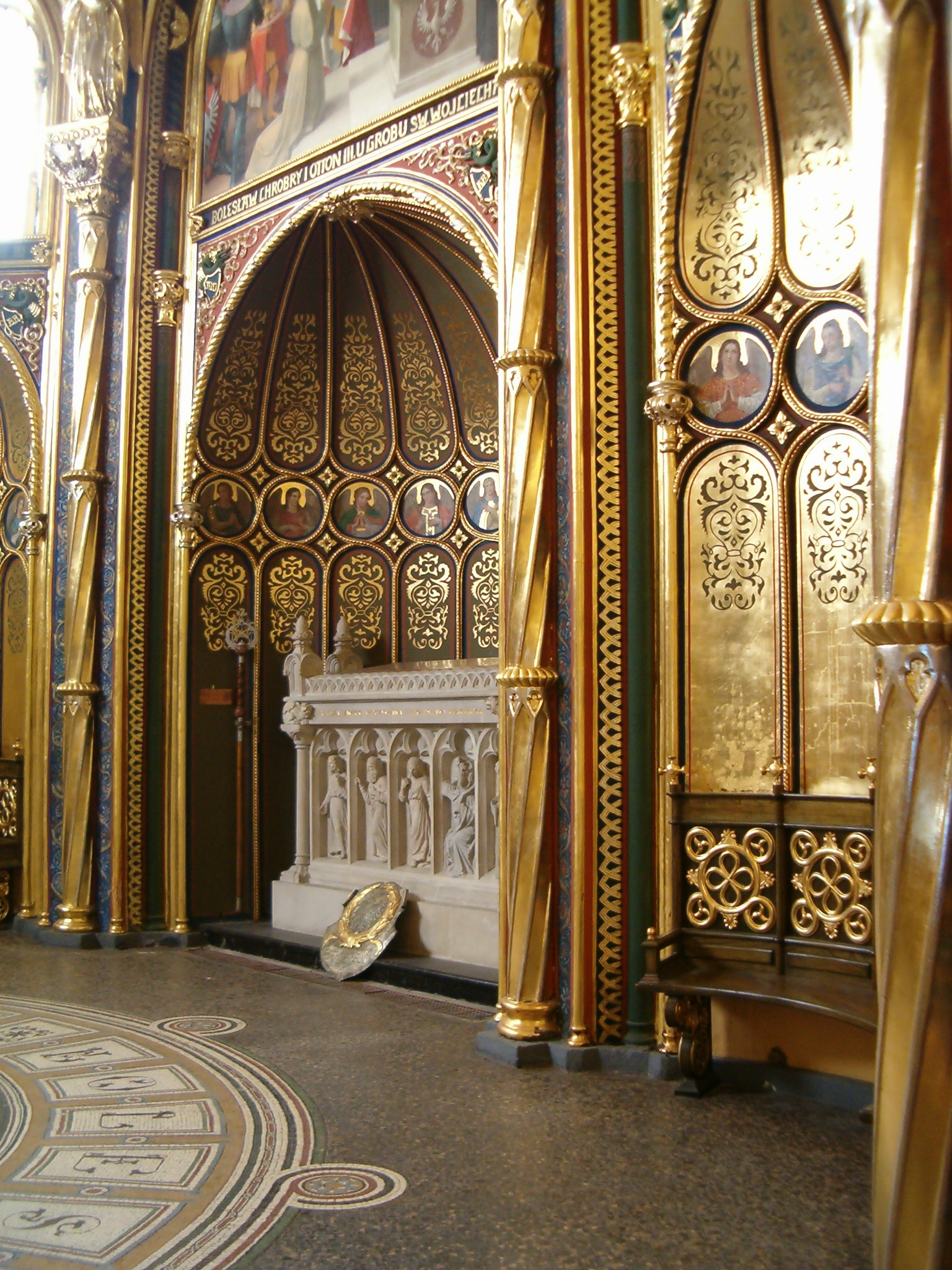
La tombe symbolique de Mieszko et Bolesław à la cathédrale de Poznań (1841).

Toutes les possessions du duc Mieszko Ier sont alors énumérées dans Dagome Iudex, le plus ancien document de l'histoire de la Pologne rédigé vers 991. Par cet acte Mieszko confie l'ensemble de ses territoires à la protection du pape Jean XV.
Mieszko décède en 992, laissant à son fils aîné Bolesław, un pays d’environ 250 000 km2 et de 1,2 million d'habitants.
Ses restes reposent dans la crypte de la cathédrale de Poznań.

## Mariage et descendance
Mieszko se marie vers 965 avec Dubravka (morte en 977), fille du duc Boleslav Ier de Bohême. De cette union naissent :
- Bolesław Ier (967-1025), premier roi de Pologne ;
- Świętosława (morte après 1014) qui épouse Sven Ier de Danemark ;
- Vladivoj (mort en 1003), duc de Bohême.

Mieszko épouse en secondes noces Oda (morte en 1023), fille du margrave Dietrich d'Haldensleben. De cette union naissent trois fils :
- Świętopełk (mort avant 991) ;
- Mieszko (mort après 991) ;
- Lambert (mort après 991).